# Kinnickinnic State Park
Der Kinnickinnic State Park ist ein State Park im Pierce County in Wisconsin. Er ist 503 ha groß und liegt an der Mündung des Kinnickinnic River in den St. Croix River.

## Geographie
Der State Park umfasst das Sanddelta an der Mündung des Kinnickinnic River in den St. Croix River. Am Ufer des Kinnickinnic River gibt es Kalksteinklippen.

## Geschichte
Als sich die Twin Cities in den 1860er Jahren nach Wisconsin ausdehnten, entschieden sich viele Landbesitzer die landschaftliche Schönheit an der Mündung des Kinnickinnic River zu schützen. Daraufhin verkauften drei Familien insgesamt 182 ha, an das Wisconsin Department of Natural Resources zur Gründung eines neuen State Parks. Nach der Gründung des State Parks im Jahre 1972 wurden von vielen Freiwilligen mehr als 20.000 Bäume gepflanzt und über 10,5 km Wanderwege angelegt.

## Fauna
Das Ufer des Kinnickinnic River ist von Weymouth-Kiefern gesäumt. Neben den Forellen leben auch mehr als 140 verschiedene Vogelarten während des Vogelzugs, wie z. B. Wasservögel, in und am Fluss. In den Sommermonaten sinkt die Anzahl auf 85 bis 90 (v. a. Fasane und Rebhühner). Daneben kommen in den Wintermonaten auch Weißkopfseeadler vor.
Weiterhin gibt es diverse Säugetierarten wie beispielsweise Weißwedelhirsche, Waschbären, Nerze, Rot- und Graufüchse, Eichhörnchen, Kaninchen, Wiesel und Biber.
1989 wurden im State Park wieder Truthähne angesiedelt.

## Wanderwege
Im State Park gibt es insgesamt acht verschiedene Wanderwege.
| Name           | Länge in km | Beschreibung                                                               |
| -------------- | ----------- | -------------------------------------------------------------------------- |
| Yellow Trail   | 1,9         | leichter Verbindungsweg zu allen anderen Wegen, führt teilweise durch Wald |
| Green Trail    | 1,6         | leichter Weg durch Wiesen aus Großen Besenseggen                           |
| Purple Trail   | 1,6         | leichter Wanderweg und Waldlehrpfad                                        |
| Orange Trail   | 1,0         | schwerer Wanderweg am Kinnickinnic River und Lehrpfad über Biber-Teiche    |
| Overlook Trail | 0,2         | kurzer Wanderweg zum Aussichtspunkt                                        |
| Red Trail      | 2,6         | leichter Wanderweg durch die Prärie                                        |
| Brown Trail    | 0,3         | kurzer und steiler Wanderweg zu einem Aussichtspunkt                       |
| Blue Trail     | 1,1         | sehr schwerer Wanderweg                                                    |